# Пинд
Пинд (грч. Πίνδος [] — Пиндос, цинц. Pind — Пинд) је планински ланац у југозападном делу Балканског полуострва, у северозападној Грчкој (већи део) и јужној Албанији (мањи део), у историјским покрајинама Тесалија, Епир и Егејска Македонија. Средишња планина се зове Џумерка.
У Грчкој ово планинско било зову „Кичмом Грчке”, пошто дели копнени део земље на егејски и јонски део.

## Подручје пружања
Планински венац је добио име по најважнијој и средишње постављеној планини Пинд, дугој 160 km. Планина се налази између Епира и Тесалије. Највиши врх планине и уједно целој планинског ланца је Смолика (2.637 m надморске висине). Међутим, овај планински ланац је много већи и дужи. На северу се он пружа до Шар-планине и Кораба, а на југу до Парнаса и планина средишњег Пелопонеза. Планине на Јонским острвима, попут Крфа или Закинтоса, такође припадају овом систему, чинећи његов рубни део.

## Становништво и привреда
Становништво чине Грци (већина), Албанци (северозападни део), Македонци (североисточни део) и Цинцари у средишњем и највишем делу.
Традиционална привреда ослоњена је на сточарство и шумарство, док је данас у наглом успону зимски туризам (Мецовон).